# Zlatan Alomerović
Zlatan Alomerović (szerbül: Златан Аломеровић; Priboj, 1991. június 15. –) szerb származású német labdarúgó, a lengyel Jagiellonia Białystok kapusa.

## Magánélete
Bosnyák etnikumúért Prijepoljeban, Szerbia (akkor Jugoszlávia) délnyugati részén született. 1999-ben, nyolcévesen költözött Németországba családjával, az Észak-Rajna-Vesztfália tartománybeli Ruhr-vidéken nőtt fel. Van szerb és német útlevele is, utóbbit a BVB támogatásával szerezte meg.

## Klubcsapatban

### Borussia Dortmund
1999-ben a TuS Heven akadémiájának lett tagja, egy év múlva ment át az SV Bommern 05, majd az SV Herbede akadémiájára, a 2005–06-os szezon végéig az  FSV Wittenben játszott. A 2006–2007-es szezonban került a Borussia Dortmund akadémiájára.
A 2010–2011-es szezonra felkerült a negyedosztályban szereplő Borussia Dortmund II-be. 2011. március 19-én játszotta le a 2010–2011-es szezonbeli egyetlen BVB II-es meccsét, 2–2-t játszottak a Fortuna Düsseldorf tartalékcsapata ellen. A 2011–2012-es szezonban a csapat új edzője, David Wagner kétmeccsenként felváltva játszatta a kapusokat, Alomerović első meccsét a Schalke 04 tartalékcsapata 4–0-s idegenbeli legyőzésekor játszotta.
A 2012–2013-as szezonban, július 21-én, bemutatkozott a profik között is, első meccse a harmadosztályban a VfL Osnabrück ellen volt. Következő meccsét 2013. május 18-án játszotta, idegenben 1–0-ra verték a VfB Stuttgart II-t, a szezon végén felkerült az első csapatba és egyéves szerződéshosszabbítást írt alá, ami így 2014. június 30-ig tartotta a klubnál.

## Sikerei, díjai
Borussia Dortmund
- DFL-Supercup
  - Győztes (1): 2014

Lechia Gdańsk
- Lengyel Kupa
  - Győztes (1): 2018–19

- Lengyel Szuperkupa
  - Győztes (1): 2019

## Fordítás
Ez a szócikk részben vagy egészben  a   Zlatan Alomerović című angol Wikipédia-szócikk fordításán alapul.  Az eredeti cikk szerkesztőit annak laptörténete sorolja fel. Ez a jelzés csupán a megfogalmazás eredetét és a szerzői jogokat jelzi, nem szolgál a cikkben szereplő információk forrásmegjelöléseként.